# مونتيس ألتوس
مونتيس ألتوس بلدية في ولاية مارانهاو في المنطقة الشمالية الشرقية من البرازيل.   